# Rosenfrätskinn
Rosenfrätskinn (Vuilleminia cystidiata) är en svampart som beskrevs av Parmasto 1965. Rosenfrätskinn ingår i släktet Vuilleminia och familjen Corticiaceae.  Arten är reproducerande i Sverige. Inga underarter finns listade i Catalogue of Life.